# Philip von Mecklenburg
Philip Ludwig Claus von Mecklenburg, född 1778 i Mecklenburg, död 11 november 1841 i Uddevalla, var en svensk militär.
Philip von Mecklenburg var son till godsägaren Dietrich von Mecklenburg och Anna von Thun. Han blev officer 1793, kapten vid andra gardesregementet 1802 samt bataljonschef vid Göteborgs lantvärnsbrigad och kommendant i Strömstad. Mecklenburg flyttades 1809 till Älvsborgs regemente, blev samma år major, flyttades 1812 till Bohusläns regemente och blev överstelöjtnant 1814. Han deltog i fälttåget mot Norge 1814 och närvarade där vid erövringen av Valöarna, Kragerön och Fredrikstens fästning samt efter debarkering i striderna vid Glemminge kyrka och Hogens vad. Mecklenburg anställdes 1816 i Generalstaben, blev överste 1818 och var 1818–1821 tillförordnad och 1821–1838 ordinarie chef för Bohusläns regemente. Han blev generaladjutant 1827 och erhöll 1838 generalmajors avsked.